# Alyctelater longicornis
Alyctelater longicornis is een keversoort uit de familie kniptorren (Elateridae). De wetenschappelijke naam van de soort is voor het eerst geldig gepubliceerd in 1851 door Carl Henrik Boheman.